# Ливонија (Индијана)
Ливонија (енгл. Livonia) град је у америчкој савезној држави Индијана.

## Демографија
По попису из 2010. године број становника је 128, што је 16 (14,3%) становника више него 2000. године.
| Група             | 2000.       | 2010.       |
| Белци             | 111 (99,1%) | 127 (99,2%) |
| Афроамериканци    | 0 (0,0%)    | 0 (0,0%)    |
| Азијати           | 0 (0,0%)    | 0 (0,0%)    |
| Хиспаноамериканци | 0 (0,0%)    | 0 (0,0%)    |
| Укупно            | 112         | 128         |